# Imia/Kardak
Imia (Grieks: Imia, Ίμια) of Kardak is de naam van twee kleine onbewoonde eilanden in de Egeïsche Zee, die tussen de Griekse eilandengroep van de Dodekanesos en zuidwestelijke kust van Turkije liggen. De eilanden liggen 7 kilometer ten westen van de provincie Muğla, 10,2 km ten oosten van het Griekse eiland Kalymnos en 2,5 ten zuidoosten van het Griekse eiland Kalolimnos. In totaal beslaat het oppervlak van de eilanden 4 hectare. Op kaarten die gemaakt zijn aan het begin van de 20e eeuw worden de eilanden ook Limnia (in het Grieks) of Ikizce (in het Turks) genoemd. Imia/Kardak was de inzet tijdens een dreigend militair conflict tussen Griekenland en Turkije in 1996.

## Conflict Griekenland-Turkije
Het Imia-Kardakconflict maakt deel uit van het grotere Egeïsche conflict, dat ook gaat over de grenzen van de continentale plaat, de territoriale wateren, het luchtruim en de demilitarisatie van de Egeïsche eilanden. De eilanden werden pas aan het einde van 1995 onderdeel van het conflict. Op 25 december 1995 liep het Turkse cargo-schip Figen Akat op de rotsen en moest geborgen worden. Op de verschillende kaarten bleek dat er onduidelijkheid was aan wie het eiland toebehoorde en door wie het schip geborgen moest worden. Dit resulteerde aanvankelijk in een conflict tussen de Turkse schipper en de Griekse autoriteiten. Op 29 december 1995 verklaarde het Turkse ministerie van Buitenlandse Zaken de eilanden als Turks grondgebied te  beschouwen. Het incident kreeg nauwelijks aandacht totdat op 20 januari 1996 het Griekse magazine GRAMMA een artikel wijdde aan het incident. Een dag eerder was Kostas Simitis aangetreden als premier. In reactie op het artikel plaatsten op 26 januari de burgemeester van Kalymnos en een priester een Griekse vlag op de rotsen van het eiland.
In reactie daarop vlogen verschillende Turkse tv-journalisten per helikopter naar het eiland en haalden de Griekse vlag naar beneden en plantten in plaats daarvan de Turkse vlag. De Griekse marine haalde weer een dag later deze vlag weer naar beneden en hees vlag van Griekenland. Zowel de Turkse (Tansu Çiller) als de Griekse premier (Kostas Simitis) kwamen beide met felle verklaringen op tv en beide landen, alle twee lid van de NAVO, stuurden oorlogsschepen richting de eilanden. Op 31 januari landden Turkse commando's op Imia/Kardak en vervingen de Griekse vlag weer door de Turkse. Vier uur later vloog een Griekse helikopter over het gebied, maar deze stortte neer. Drie Griekse officieren verloren daarbij het leven. Volgens sommigen verongelukte het vliegtuig door Turks vuur, maar dit werd door beide landen ontkend, mogelijk om verdere escalatie van het conflict te voorkomen.
Vooral onder druk en met behulp van de Verenigde Staten liep het conflict niet uit de hand. De speciale afgezant Richard Holbrooke functioneerde als bemiddelaar tussen beide landen, omdat Turkse en Griekse functionarissen niet rechtstreeks met elkaar wilden spreken. Beide landen trokken onder toezicht van de Verenigde staten hun troepen terug van de eilanden. Sindsdien is het conflict tussen beide landen nog niet opgelost.

## Verdrag van Lausanne
Het conflict vindt zijn oorsprong bij de sluiting van het Vredesverdrag van Lausanne in 1923. Turkije gaf grote delen van het Ottomaanse Rijk op aan Griekenland. De eilandengroep Dodekanesos, waar Imia/Kardak vlakbij in de buurt ligt, werd afgestaan aan Italië. Bij het Verdrag van Parijs in 1946 werden de eilanden eigendom van Griekenland. Het Verdrag van Lausanne noemt de eilanden niet bij naam.

### Relevante passages
Er zijn een drietal passages in het Verdrag van Lausanne die relevant zijn in het conflict rondom Imia/Kardak.
Artikel 12
- (...) Tenzij er een uitzondering wordt genoemd in het huidige verdrag, de eilanden die binnen een straal van vijf kilometer van de Aziatische kust liggen blijven onder Turkse soevereiniteit.

Artikel 15
- Turkije doet ten gunste van Italië afstand van de volgende eilanden (hier volgt een lijst van de 13 grootste eilanden in de Dodekanesosische zee) en de omliggende daarvan afhankelijke eilanden (....)

Artikel 16
- Turkije doet hierbij afstand van al zijn rechten hoe dan ook over de territoria buiten de grenzen die in dit verdrag zijn neergelegd en de eilanden anders dan over welke zijn soevereiniteit in dit verdrag wordt erkend (....)

Het probleem is dat Imia/Kardak net buiten de vijf kilometer-zone, die genoemd wordt in artikel 12, ligt. Tegelijkertijd is het strikt geografisch niet afhankelijk van de eilanden die genoemd zijn in artikel 15. Griekenland vindt dat op basis van artikel 12 en 16 de claim van Turkije op de eilanden niet gegrond is en dat de term afhankelijk in artikel 12 in de brede zin moet worden opgevat.

### Aanvullend verdrag
Na de sluiting van het Verdrag van Lausanne was er een conflict tussen Turkije en Italië over enkele kleinere eilanden die niet direct in het gebied van Imia/Kardak liggen. Dit conflict werd door middel van een compromis opgelost en in 1932 werd er een bilateraal verdrag gesloten tussen beide landen. In een bijlage bij het verdrag werd gesteld dat beide landen het conflict over de Dodekanesos als niet-controversieel beschouwden en een technische commissie benoemden om de precieze grens te trekken. Deze commissie kwam met een technisch protocol waarin Imia expliciet aan Italië wordt toegewezen (en later dus aan Griekenland). Vertegenwoordigers van beide landen ondertekenden het protocol. Turkije stelt echter dat dit protocol niet de vorm heeft van een internationaal verdrag en erkent het dus ook niet als zodanig.
Doorgaans wordt bij internationale conflicten over territoria gekeken naar welk land de eilanden ook daadwerkelijk gebruikt. In het geval van Imia/Kardak is dat moeilijk, omdat het eiland geen bebouwing heeft en enkel gebruikt wordt als graasweide voor geiten die behoren aan Griekse herders van het Griekse eiland Kalymnos.

## Nasleep
Na 1996 zijn de meeste buitenlandse staten erg beducht om zich uit te spreken in het voordeel van een van de partijen inzake het Imia-Kardakconflict. Zowel de Griekse als de Turkse publieke opinie houden de standpunten van buitenlandse staten scherp in de gaten. Dit doen ze onder andere door te kijken naar de landkaarten die uitgegeven worden door de verschillende staatsinstellingen. Vooral de kaarten die de overheid van de Verenigde Staten uitgeeft worden scherp in de gaten gehouden. Kort na het conflict in 1995 kwam het Amerikaanse US National Imaging and Mapping Agency (NIMA) met een uitgave waar de Griekse naam Vrakhoi Imia verdwenen was. In plaats daarvan stond er 'soevereiniteit onbepaald'. In oktober 1996 gaf NIMA weer een landkaart uit waarop de Griekse naam was teruggekeerd.